# Funkenburg (Lausitzer Bergland)
Die Funkenburg, auch Funkenberg, ist eine Geländeerhebung im Lausitzer Bergland in Sachsen im Landkreis Bautzen. Sie liegt etwa 50 Meter über der umgebenden näheren Landschaft und am höchsten Punkt 377 Meter über dem Meeresspiegel-Niveau. 
Sie schiebt sich ungefähr 1 km nordöstlich Wehrsdorf (Ortsteil der Gemeinde Sohland an der Spree) bastionsartig von Norden her zwischen dem Kaltbach und dem Waldwasser ins Wehrsdorfer Tal und gehört zum Lausitzer Bergland, dessen zahlreiche höhere Erhebungen im Durchschnitt 500 Meter über den Meeresspiegel ragen. Sie ist ein Ausläufer des Höhenzuges zwischen dem Hohberg und dem Steinberg und wird von Lamprophyrgängen durchsetzt. Ein wassergefüllter Steinbruch und Trümmerhalden erinnern noch an den Steinbruchabbau, der dort bis ca. 1915 betrieben wurde.
Richtig sollte es Funkenberg heißen. Um die Mitte des 19. Jahrhunderts war das Haus auf der Höhe abgebrannt. Eine neue kleine Schenke am Steinbruch erhielt danach im Volksmund den Namen „Funkenburg“, diese brannte aber 1897 wiederum ab. Die jetzige einfache Baude stammt von 1929, die bis in die 1960er Jahre als Ausflugslokal voll bewirtschaftet wurde. Nach vielen Besitzerwechseln gelangte die Funkenburg 1997 wieder in feste Hände. Somit wurde dem Verfall der historischen Bergbaude aus dem Jahre 1929 Einhalt geboten. In zahlreichen Arbeitsstunden wurde seitdem für den Erhalt der Funkenburg in ihrer ursprünglichen Form und (Holz-)Bauweise gesorgt. Einmal im Jahr, immer zu Himmelfahrt, findet ein „Tag der offenen Funkenburg-Tür“ statt.
Von einem Felsvorsprung hat man einen guten Ausblick über das Wehrsdorfer Tal und die Sohlander Höhen. Dahinter kann man die tschechischen Basaltberge Špičák (Spitzberg, 481 m) bei Císařský (Kaiserswalde), Partyzánský vrch (Botzen, Steinbruch) und Hrazený (Pirsken, 610 m), beide bei Šluknov (Schluckenau), sehen.